# Trissacarídeo
Trissacarídeos são carboidratos da classe dos oligossacarídeos que, por hidrólise, originam três monossacarídeos. Por exemplo, o trissacarídeo rafinose origina os monossacarídeos glicose, frutose e galactose:
Rafinose + 2 H2O  →  glicose  + frutose + galactose
Um grande número de trissacarídeos ocorre livremente na natureza. A rafinose é encontrada em abundância no açúcar da beterraba e em muitas outras plantas superiores. A melezitose é encontrada na seiva de algumas coníferas.